# Mapuchernas historia
Mapuchernas historia handlar om ursprungsfolket Mapucherna, som bebor södra sydamerika i Argentina och Chile.

## Mapuchefolkets ursprung
Mapuchefolkets ursprung av är inte klart. Mapudungunspråken de talar, har klassificerats av vissa myndigheter som närstående till penutespråken i Nordamerika. Andra gruppen är bland de andinska språk (Greenberg 1987, Key 1978), och ytterligare andra postulerar en araukanisk-maya-relation. (Stark 1970, Hamp 1971); Croese (1989, 1991) har kommit med hypotesen att språket är relaterat till arawak. Ett av de tidigaste områdena med mänsklig verksamhet i Amerika, Monte Verde, ligger inom vad som senare blev huillicheterritorium, men det finns idag inget påvisat samband mellan Monte Verde-människor och mapuche. 
Mapucherna delade upp sig i grupper som namngavs efter platsen som de bebodde. Men från början handlade det om flera enade stammar med ett språk. Picunchesfolket från norr bodde kring floden Itata och Choapa. Största delen av det folket integrerades med inkaimperiet. Mapuche eller araukanos, men kan också kallas mouche Ngoluche (folket från väster). Huilliches (folket från söder). Bosatta mellan floderna Toltén och Chacaokanalen. Cuncos (från norra och västra Chiloé) och lika huilliches. Mellan åren 1700 och 1800 påbörjades en expansion som resulterade i att grannstammar från öster, från Anderna, blandades med mapuches och avkulturiserades. Poyas (räknas till buriloche).

## Försvar från Inkaimperiet
Mapuche stod framgångsrikt emot många försök från inkaimperiet att underkuva dem, trots deras brist på noggrann organisation. De kämpade mot Sapa Inkan Túpac Yupanqui och hans armé. Resultatet av den tre dagars blodiga konfrontationen är känd som slaget vid Maule blev att inkas erövring av territorierna i Chile slutade vid Maulefloden de upprättade en gräns. 

## Spaniens erövring och Araucokriget

Mapucheflaggan med Araucostjärnan som användes av Lautaro och inspirerade Bernardo O'Higgins när han skapade Chiles flagga.

När spanjorerna kom till det vi idag kallar Chile kallade de mapucherna för araukaner. Namnet araukaner nämns i böcker från kolonialtiden fram till 1900-talet. I slutet på 1500-talet försökte spanjorerna erövra mapuchernas territorium men mötte hårt motstånd som var så effektivt att det fanns områden som européerna inte återvände till förrän sent på 1800-talet. En av de viktigaste geografiska gränserna var Bío-Bío-floden, som mapucherna använde som en naturlig barriär mot spanska och senare chilenska intrång. Grupper mellan floderna Biobio och Toltén lyckades stå emot conquistadorerna i den så kallade Araucokriget, en konflikt som varade i nästan 300 år. Det långa mapuchemotståndet blev odödliggjort i Alonso de Ercillas dikt La Araucana. De 300 år var inte jämnt en period av fientlighet. Avtal och fredsförhandlingar slöts mellan spanska kronan och grupper av mapucherna. Detta leder till att även betydande handel och utbyte mellan mapuche och spanjorer uppstod.

## Argentinas och Chiles erövring av mapuchernas mark
När Chile och Argentina revolterade mot det spanska kungahuset, stred några mapucheledare på spanjorernas sida. De flesta betraktade dock Chiles och Argentinas frigörelse med likgiltighet. Efter Chiles och Argentinas självständighet från Spanien samexisterade mapuche och bedrev handel med sina grannar ett par år. Men 1863 påbörjade Argentina och Chile krig för att annektera mapuchernas mark. I Chile kallades kriget pacificeringen av Araukanien och i Argentina för ockupationen av Araukanien, och det varade mellan 1861 och 1883.

## Araukanien och Patagonien

Kungadömets Araukanien och Patagoniens flagga.

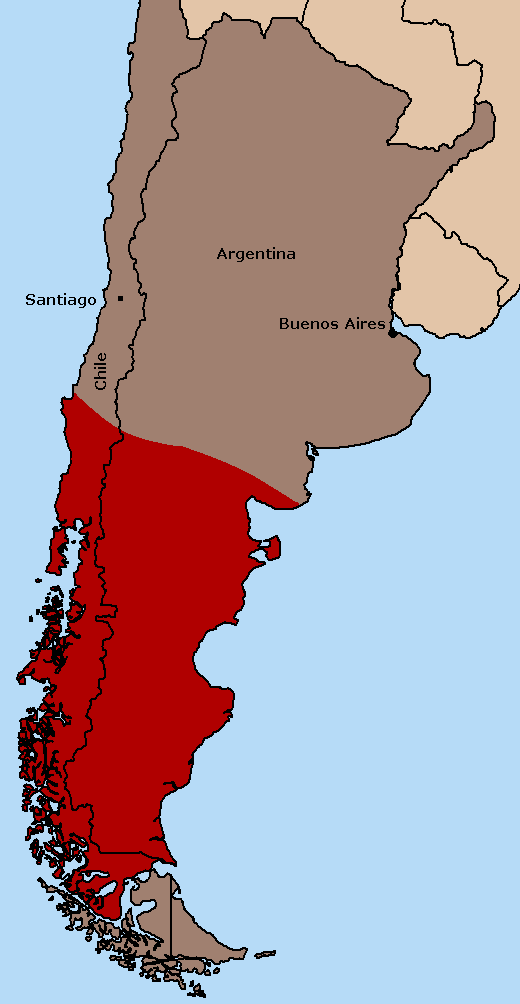
Kungadömets Araukanien och Patagoniens.

1861 utropade den franske advokaten och äventyraren Antoine de Tounens kungadömet av Araukanien och Patagonien. Detta skedde som en del av det kriget mellan den chilenska staten och mapucherna. Under ett besök i området 1860 fick Antoine de Tounens sympati för mapuchernas sak och han kom överens med mapucheledarna om att han skulle utses som kung under namnet Orélie Antoine I och driva mapuchernas sak. Syftet var att få internationellt erkännande för mapuchernas territorium och stöd av Frankrikes Napoleon III:s sympati och hjälp. Men vilket misslyckades på grund av Frankrikes förlust i fransk-tyska kriget samt att av Chile och Argentina och redan efter några månader fängslades Antoine de Tounens.

## Ockupation av Araucanien
I samband med att Chile segrade i Stillahavskrigen mot Bolivia och Peru 1879-1883 hade Chile byggt upp stark och modern armé. När kriget nästan var slut skickades stora delar av den till södra Chile för att besegrade mapucherna en gång för alla. Den slutliga segern över mapucherna skedde 1882. Några mapuches flydde över gränsen till Argentina medan armén bevakade de som stannade kvar i indianreservaten 1884, där de förblev i fattigdom i flera generationer framåt.